# Ademir Braz
José Ademir Braz da Silva, também conhecido pelo epíteto literário Pagão (Marabá, 7 de setembro de 1947 — Marabá, 5 de julho de 2022), foi um escritor, jornalista, advogado e militante brasileiro dos direitos humanos.
Sua escrita focava nos gêneros de poesia, conto e crônica.

## Biografia

### Vida acadêmica e profissional
Ademir Braz nasceu em 1947 na cidade de Marabá, filho de Ana Braz e Valdemar da Silva — ela cametaense lavadeira de roupas; ele belenense castanheiro e garimpeiro. Foi futebolista amador durante sua juventude.
Em 1972 mudou-se para Belém para trabalhar como jornalista no periódico A Província do Pará, em seguida empregando-se também na Gazeta Mercantil do Pará. Entre 1974 e 1976 trabalhou como correspondente para o jornal O Estado de São Paulo. Durante as décadas de 1980, 1990 e parte da década de 2000 trabalhou como jornalista para os veículos O Marabá, Jornal de Vanguarda, Opinião e Correio do Tocantins, sendo, posteriormente, colunista neste último jornal (seu último emprego como jornalista). Foi ainda, neste ínterim, jornalista da TV Liberal em Marabá. Foi servidor público das prefeituras de Marabá e de São João do Araguaia, além da Assembleia Legislativa do Pará. Enquanto jornalista opositor da ditadura militar recebeu ameaças de morte. Antes de falecer mantinha o blog Quaradouro.
Em 2000 Ademir Braz graduou-se em direito pela Universidade Federal do Pará (UFPA), na primeira turma deste curso que atualmente está na alçada da Universidade Federal do Sul e Sudeste do Pará (Unifesspa). Como advogado e ativista de direitos humanos, tornou-se defensor popular em causas ambientais, culturais e de reforma agrária na região sudeste paraense.

### Carreira como escritor
Sua escrita iniciou-se nas décadas de 1960 e 1970, com a publicação de seus primeiros poemas em jornais e boletins marabaenses, inicialmente retratanto sua perspectiva de uma vida interiorana. Ao trabalhar com o jornalismo, a partir de 1972, sua escrita chama atenção, mas o reconhecimento como escritor somente veio em 1980/1981 com a publicação da trilogia poética "Esta terra", pela Editora Neo-Gráfica, edição rapidamente esgotada. Sua segunda obra "Antologia Tocantina" foi publicada em 1998 pela Fundação Casa da Cultura de Marabá. Este trabalho foi uma pesquisa de 8 anos sobre a poesia produzida em Marabá desde 1917. Em seguida, em 2003, publicou o livro "Rebanho de pedras" no bojo do Projeto Usimar Cultural. Sua última obra em forma de livro foi "A Bela dos Moinhos Azuis" (2015).
Ganhou reconhecimento nacional sendo premiado com Medalha de Ouro no III Concurso Nacional de Poesias. Além disso, seus contos foram publicados no III e V Concursos de Contos da Região Norte.
Ademir Braz foi membro da Academia de Letras do Sul e Sudeste Paraense (ALSSP), ocupando a cadeira nº 7.

## Obras
Seu domínio das palavras, ora classificado como de muita doçura e lirismo, ora como de fel e verve, renderam-lhe o epíteto de "Pagão".
O jornalista Hiroshi Bogéa definia assim a escrita de Ademir Braz:
| “ | [A] semântica de sua criação [é] impregnada de uma certa melancolia, uma tal desesperança quase profunda, mas que paradoxalmente aspira a ser feliz; uma identidade índia que não se aparta da natureza, de seus rios, pássaros e mitos, da terra ainda espoliada. Ele é uma voz poética amazônida rara e autêntica. | ” |

As crônicas, poemas e contos de Ademir Braz são:
- A terra mesopotâmica do sol ou guia nostálgico para o nada (1972);[2]
- História natural: a memória tribal narrada por um sobrevivente (1978);[2]
- Esta Terra (1981);[3]
- Questão Cultural da Amazônia (1987) -  I Congresso Nacional de Defesa e pelo Desenvolvimento da Amazônia;[2]
- Antologia Tocantina (1997);[3]
- Rebanho de pedras (2003);[3]
- O verde e ácido cacho de murici (crônicas);[3]
- Lua de Jade;[3]
- A bela dos moinhos azuis (2015).[6]

## Vida pessoal
Nos meses que antecederam sua morte, Ademir Braz passou a ser acolhido pelo Centro de Atenção Psicossocial (CAPS) de Marabá dado o estado de degradação de sua residência e a falta de recursos para a reformar, bem como uma piora em sua saúde. Em maio de 2022 Ademir Braz passou a ser acolhido no Centro Integrado da Pessoa Idosa (CIPIAR) de Marabá.
Teve dois filhos, Ana de Luanda e Giordano Bruno, com sua ex-companheira Maria Elena, que lhe dava suporte em seus últimos dias.

## Morte
No dia 4 de julho de 2022 sofreu duas paradas cardiorrespiratórias e foi levado com urgência de seu abrigo no CIPIAR para o Hospital Municipal de Marabá. Em 5 de julho de 2022, após uma nova parada cardiorrespiratória, morreu por volta de 9h30 da manhã.